# Harold Ridley (oftalmólogo)
Nicholas Harold Lloyd Ridley  (10 de julio de 1906, Kibworth Harcourt, Leicestershire - 25 de mayo de 2001, Salisbury, Wiltshire) fue el oftalmólogo Inglés que inventó la lente intraocular y fue pionero en la cirugía de lente intraocular para pacientes con cataratas.

## Primeros años
Harold Lloyd Nicholas Ridley fue hijo de Charles Nicholas Ridley y de su esposa Margaret, apellido de soltera Parker, y tenía también un hermano menor, Olden. Harold padecía de tartamudeo el cual logró eliminar casi totalmente. Le gustaba mucho estar en los regazos de Florence Nightingale, una amiga muy cercana de su madre.
Estuvo en la escuela Charterhouse posteriormente ingresó a la universidad Pembroke, Cambridge de 1924 a 1927, y completó su entrenamiento médico en 1930 en el hospital St Thomas. Luego trabajó como cirujano en el Hospital St. Thomas de Londres y el Hospital Moorfield Eye, el cual se especializa en la oftalmología. En 1938, fue nombrado cirujano y asesor en el hospital Moorfields Ridley, posteriormente fue nombrado jefe de cirujanos en 1946.

## Operaciones de cataratas y lentes intraoculares

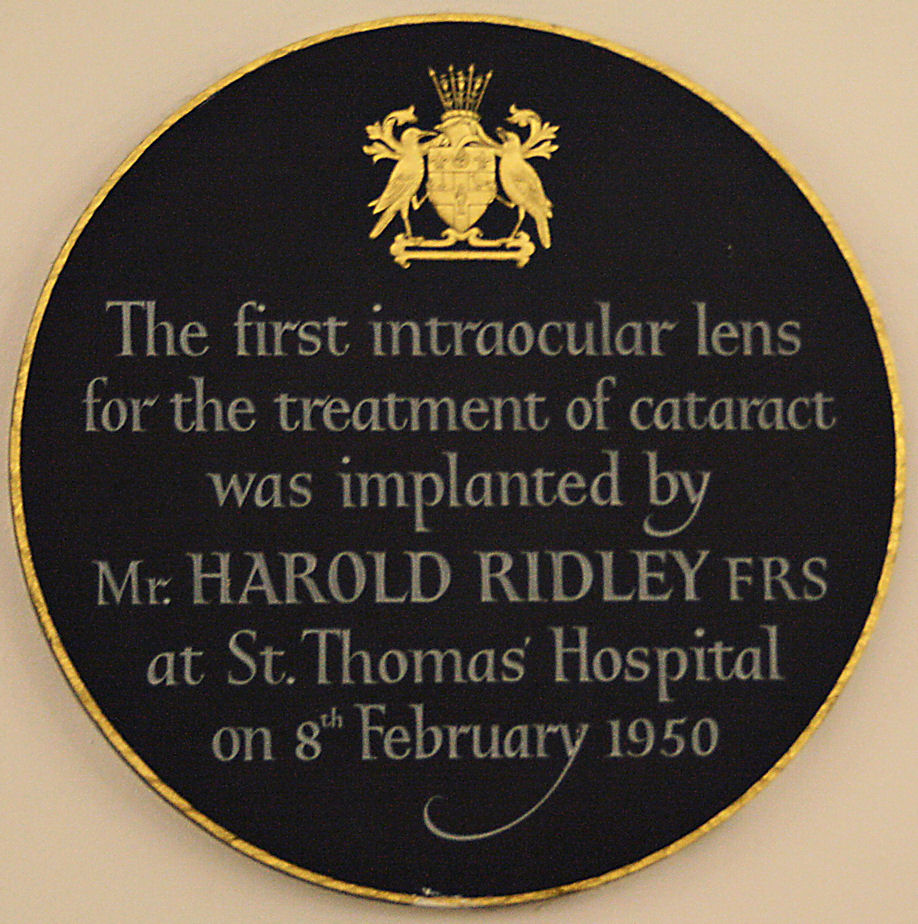
Primera inserción permanente de lente intraocular, 8 de febrero de 1950

Su primera inserción permanente de lente intraocular, fue el 8 de febrero de 1950.
Durante la Segunda Guerra Mundial, Ridley observó a miembros de la Real Fuerza Aérea británica con lesiones oculares hechas por astillas de plástico acrílico, y notó que los soldados heridos no presentaban signos de rechazo a este material ni tampoco a fragmentos de vidrio, lo cual lo llevó a proponer la uso de lentes artificiales en el ojo para corregir los casos de cataratas.
Fabricó un lente con ese mismo material – bajo la marca Perspex hecha por ICI - y el 29 de noviembre de 1949, Harold Ridley logró el primer implante de un lente intraocular, en el Hospital St Thomas,   aunque no fue hasta 1950 que se colocó un lente artificial en el ojo de forma permanente. El primer lente fue manufacturado por la empresa de Rayner,  Brighton & Hove, East Sussex, una empresa que continúa fabricando y comercializando versiones modernas de estos lentes en la actualidad.
En 1952,  se realizó el primer implante IOL en los Estados Unidos, el lente de Ridley-Rayner fue implantado en el Wills Eye Hospital de Filadelfia.
Ridley fue pionero en este tratamiento enfrentándose a la constante oposición de la comunidad médica. Trabajó fuertemente para superar las complicaciones y logró perfeccionar su técnica en la década de 1960. Con su aprendiz Pedro Choyce finalmente logró que el mundo apoyara la técnica. El lente intraocular fue declarado finalmente como "seguro y efectivo" y aprobado para su uso en los EE. UU. por la Administración de Drogas y Alimentos en 1981. Los primeros lentes aprobados en EE. UU. Por la Administración de Drogas y Alimentos(FDA), (Choyce Mark VIII and Choyce Mark IX Anterior Chamber lenses) fueron fabricados por Rayner.
La cirugía de extracción de cataratas con implante de lente intraocular es actualmente el tipo de cirugía ocular más común.

## El club del Implante Intraocular (IIIC)
El club fue fundado en 1966 por Ridley y Peter Choyce,  para promover la investigación en el campo de la implantación IOL.  En ese tiempo había una oposición generalizada contra el uso de lentes intraoculares.  los fundadores vieron en el club un foro permitía el intercambio libre y sin obstáculos de ideas sobre los lentes intraoculares y técnicas quirúrgicas de implantación.
Desde el principio su proyección fue internacional y él mismo tomó un rol parental y como asesor de las entidades nacionales en ese entonces incipientes para formar en cada país cirujanos de implantes intraoculares. Sin embargo, este papel global sólo fue reconocido al cambiar su nombre en julio de 1975, cuando el club Implante Intraocular se convirtió en el Club Internacional de Implante Intraocular. (IIIC).

## La fundación Ridley Eye
En 1967, Ridley creó la Fundación Ridley Eye, para recaudar fondos para la cirugía de cataratas en los países en desarrollo y para tratar la ceguera que se podía prevenir.  Esta organización de caridad continúa activa hoy en día, especialmente en el Oriente Medio.

## La oncocercosis (ceguera de los ríos)
Harold Ridley también condujo investigaciones importantes  sobre la oncocercosis cuando estaba en la Costa de Oro, hoy Ghana, como parte de su servicio militar en la Segunda Guerra Mundial. En 1941, mientras Ridley era oficial de sanidad a tiempo parcial en la ciudad capital de Acra, se encontró con un general británico, Brigadier GM Findlay, AMS., Y juntos condugieron investigaciones sobre la oncocercosis.
Según el biógrafo de Ridley,  David Apple Ridley, Findlay y el capitán John Holden viajaron por tierra a Funsi, en el noroeste de Ghana, para ver pacientes con oncocercosis. Trabajaron en Funsi durante dos semanas,  examinando a los pacientes con una lámpara, la cual funcionaba con una batería de 12 voltios. La mayor parte (90%) tenían oncocercosis; diez por ciento de estos eran ciegos. Las condiciones eran primitivas y Ridley registraron sus observaciones de fondo de retina mediante pinturas de acuarela y fotografías.
Su pintura de fondo de ojo (a veces llamado el "fondo de ojo Ridley de la oncocercosis ") se completó en Acra después de su regreso de Funsi. "La atención en torno a esta enfermedad constituye una de las mayores contribuciones Ridley. Su monografía "Oncocercosis Ocular", fue publicada en 1945 en un suplemento de la revista British Journal of Ophthalmology solía ser punto de referencia".

## Últimos años
Ridley se retiró de su servicio en el hospital NHS en 1971.
Sir Harold Ridley residió en Wiltshire hasta su muerte el 25 de mayo de 2001.

## Reconocimiento y premios
Ridley recibido numerosos premios en los últimos veinte años de su vida.
Fue nombrado miembro del Colegio Real de Cirujanos y miembro de la Royal Society.
En febrero de 2000, Harold Ridley fue nombrado caballero por la Reina Isabel II en el palacio de Buckingham en Londres. Este premio fue la culminación de años de presión por el biógrafo de Ridley (David J Apple), amigos cirujanos tales como Emanuel Rosen y Thomas Neuhann junto con líderes de la industria tales como Donald J Munro, presidente y director general de la compañía Rayner de Brighton & Hove, en Reino Unido.
Una placa conmemorativa azul fue instalada en Kibworth Harcourt para conmemorar su trabajo como pionero el 18 de febrero de 2012, gracias a la investigación llevada a cabo por Bob Haggerty, un residente local que tiene implantado un lente intraocular, y apoyado por el equipo Kibworth Mejoras (kit), la sociedad de la comunitaria local.